# Halcyon Days
Halcyon Days – reedycja drugiego albumu studyjnego Ellie Goulding pt. Halcyon wydanego 5 października 2012 roku. Jest to druga reedycja w karierze piosenkarki tuż po wydanym w 2010 roku albumie Bright Lights.
Wydawnictwo swoją premirę miało 23 sierpnia 2013 roku nakładem wytwórni Polydor.
Po premierze Halcyon, Goulding oświadczyła, iż w planach ma wydanie rozszerzonej wersji płyty, gdzie będzie się znajdować dodatkowy materiał, w którym skupiła się bardziej na brzmieniach muzyki elektronicznej. W reedycji znaleźć możemy 10 całkiem nowych piosenek, które Brytyjka nagrała i wyprodukowała we współpracy m.in. z takimi producentami jak Ryan Tedder, Calvin Harris oraz Greg Kurstin.
Krążek zebrał w większości pozytywne opinie krytyków. Zauważyli oni różnice w kierunku, który obrała wokalistka oraz jego produkcję i szczęśliwszą treść liryczną. Od strony komercyjnej Halcyon Days osiągnął sukces pomagając tym samym swojemu poprzednikowi wspiąć się na wyższe pozycję na listach.
Rozszerzenie Halcyon promowane było trzema singlami. Głównym został hit lata, piosenka Burn wydana 5 lipca 2013, stając się pierwszym singlem numerem jeden Goulding listy UK Singles Chart w Wielkiej Brytanii. Kolejno piosenki How Long Will I Love You oraz Goodness Gracious promowały Halcyon Days jako drugi oraz trzeci singiel.

## Tło
W drugiej połowie czerwca 2012 roku, zapowiedziano, iż drugi album Goulding nazywać się będzie Halcyon z premierą 8 października tego samego roku. Głównym singlem została piosenka „Anything Could Happen”, Halcyon promowały jeszcze dwa single – Figure 8 i Explosions, trasa koncertowa oraz jeden singiel promocyjny Hanging On w duecie z Tinie Tempah. Reedycja została pozytywnie przyjęta przez krytyków, dzięki czemu album Halcyon zdobył miejsce 2. listy UK Albums Chart oraz 1. UK Download Albums Chart, sprzedając się w liczbie 33 425 egzemplarzy w premierowym tygodniu. W wywiadzie dla magazynu Elle w lipcu 2013, Goulding zapowiedziała plany na rozszerzenie swojej drugiej solowej płyty wraz z nowymi piosenkami, mówiąc: „Mam taką dużą sympatię do muzyki elektronicznej, że nie mogę się od niej oderwać”.

## Nowe kompozycje
Na Halcyon Days prócz zawartości znanej z wcześniejszego albumu, znalazło się 10 całkiem nowych utworów. Pierwszy z nich Burn, „opiewanie życia w najczystszej postaci”, Kathy Iandoli z portalu Idolator – „Utwór jest piosenką pop z wyczuwalnymi wpływami gatunku rave, a jej głos jest pełen echa i zagięć”. Według Goulding ta piosenka jest „prawdopodobnie najbardziej popową piosenką, jaką wydałam. Ale to wszystko ja. Chciałem wydać „Burn”, bardzo mi się podobało, nawet jeśli jest to niejasny stwierdzenie. Myślę, że to naprawdę świetna piosenka”. Następnie Goodness Gracious opisany przez Nicole Frehsee z Rolling Stone jako – „chwiejna oda do zmienności”. Utwór został współtworzony wraz z wokalistą zespołu Fun, Nate Ruess, co Goulding skomentowała jako „piosenka jest o poniżaniu się dlatego, że nie myślisz jasno i nie jesteś sprawiedliwy. Byłam w sytuacjach, w których wiedziałam, że ktoś nie jest dla mnie odpowiedni, a jednak ciągle do niego wracałam”. Kathy Iandoli w tym samych artykule dla portalu Idolator opisała kolejne utwory, You My Everything oraz Flashlight w duecie z DJ Fresh, „połączenie naturalnej skłonności Goulding do elektronicznych bitów łączących wraz z uduchowionym tonem jej wokalu”. Stay Awake opisany przez Nicole Freshee, opiewa „niespanie i imprezowanie przez całą noc” nad triumfalnymi bitami syntezatora, jak podkreślił Frehsee. „To mniej poważna treść, o której zwykle piszę” – powiedział dla Rolling Stone Goulding.„Ale zawsze byłem fanem klubowych piosenek, sprawiają, że czyje się lepiej”. Kolejna z nowych piosenek to Hearts Without Chains, została opisana w magazynie Boston Globe jako „wzruszająca ballada oparta na pianinie o uzdrawianiu i posuwaniu się naprzód”. Jednym ze współautorów jest Fraser T. Smith producent hitu „Set Fire to the Rain” od Adele. W rozmowie dla Rolling Stone Goulding stwierdziła, iż jest to jej ulubiona piosenka z wydawnictwa, „Ma w sobie folkowy angielski charakter. Poza tym całkiem miło jest słuchać jej i nie czuć się tak jak wtedy jak ją pisałam"”. Lewis Corner z portalu Digital Spy opisała Under Control jako, „utwór bierze pod uwagę pewność siebie, będąc jednocześnie otoczonym mieszanką rozmytego basu i odbijających się echem brzęków gitary”. Kolejne z nowego materiału na Halcyon Days to covery piosenek innych artystów. How Long Will I Love You został wcześniej wydany przez brytyjsko-irlandzki zespół folk-rockowy The Waterboys w 1990 roku. Piosenka została trzecim singlem promującym album oraz oficjalnym utworem akcji BBC's 2013 Children in Need. Singiel również znalazł się na ścieżce dźwiękowej do komedii romantycznej Czas na miłość z 2013 roku. Kolejny cover to piosnka pt. Tessellate, która znalazła się na wersji deluxe Halcyon Days. Utwór pierwotnie wydany został przez brytyjski zespół Alt-J w 2012 rok. Kolejną piosenką jest cover zespołu Midnight Star, Midas Touch z 1986 roku.
Halcyon Days otrzymało w większości pozytywne recenzję od krytyków muzycznych. Ken Capobianco z Boston Globe zauważył, że „Rozszerzona edycja znakomitego „Halcyon” od Ellie Goulding nie jest zwykłym recyklingiem, ponieważ pomaga rozszerzyć zakres jej muzycznej wizji o 10 nowych utworów”, twierdząc, że „pod elektroniką kryje się prawdziwa dusza". Caren Ganz z Rolling Stone pochwaliła album za „potwierdzenie, iż Goulding robi co najlepsze z pracą nad utworami klubowymi z luminescencyjnymi tytułami”. Lewis Corner z Digital Spy stwierdził, że tym albumem „Ellie mocno zaznacza swoją obecność w popie”, ponieważ w jego oryginalnej wersji „brakowało wystarczająco optymistycznych kawałków, których publiczność pozornie pragnie”. Kathy Iandoli z Idolator zgodziła się, twierdząc, że album jest „krokiem w szczęśliwsze terytorium”, i że to „tylko przedłużenie niesamowitości Ellie i dźwiękowej osi czasu poprzez szczęście, złamane serce i więcej szczęścia”.

## Promocja
Reedycja „Halcyon”: – Halcyon Days premierę miała 26 sierpnia 2013 roku zawierając dziesięć nowych, nie wydanych wcześniej utworów. Na trackliście znalazł się singiel główny Burn, który głównie ma promować album.
Piosenka You My Everything, która na wydawnictwie znalazła się po wcześniejszej premierze w brytyjskim serialu telewizyjnym Kumple w pierwszym odcinku finałowego sezonu, 1 lipca 2013 roku. Under Control było oferowane za pośrednictwem serwisu Amazon UK za darmo do pobrania 21 sierpnia 2013. Burn został wykorzystany w odcinku drugim sezonu piątego serialu Pamiętniki wampirów 10 października 2013. Tessellate pojawiło się w serialu Zemsta, odcinek siódmy sezon trzeci 10 listopada 2013.
w 2013 roku Goulding promowała „Burn” m.in. w brytyjskiej oraz włoskiej edycji programu X factor 13 października oraz 31 października.
Singiel promowała również występami na żywo w amerykańskich programach talk show, The Ellen DeGeneres Show 24 października 2013, The Queen Latifah Show 26 października, w programie rozrywkowym stacji NBC, The Voice 26 listopada.
Na początku 2014 roku również w talk show Late Show with David Letterman 21 stycznia oraz w programie śniadaniowym Good Morning America 22 stycznia.
Piosenka „Goodness Gracious” swój telewizyjny debiut miała występem na żywo w brytyjskim programie The Graham Norton Show 28 lutego 2014 roku. Utwory z albumu znalazły się również na setliście trasy koncertowej promującej album Halcyon – The Halcyon Days Tour.

## Single
„Burn” został wydany 5 lipca 2013 jako pierwszy i główny singiel z Halcyon Days. Teledysk stworzony przez fanów na portalu Vine do piosenki miał swoją premierę 4 lipca 2013, następnie oficjalny wideoklip 7 lipca 2013. Przez trzy tygodnie piosenka utrzymywała się na pozycji pierwszej brytyjskiego notowania UK Singles Chart, stając się pierwszym numerem jeden w karierze piosenkarki. Piosenka zdobyła ogromną popularność również w całej Europie. Popularność piosenki zaowocowała nominacjami na – Brit Awards 2014 w kategoriach, British Single of the Year oraz Best Video.
Drugi singiel z Halcyon Days, „How Long Will I Love You”, został wydany 10 listopada 2013 jako oficjalna piosenka akcji BBC Children in Need 2013. Singiel zadebiutował na trzecim miejscu na UK Singles Chart. „Goodness Gracious” został wydany w dniu 21 lutego 2014 roku  jako trzeci singiel z Halcyon Days. Piosenka osiągnęła 16. miejsce na UK Singles Chart. W wywiadzie dla Capital FM w dniu 9 lutego 2014 roku, DJ Fresh ujawnił, że on i Goulding nagrali nową wersję piosenki „Flashlight”, która ma zostać wydana na singlu później, w 2014 roku. Przerobiona wersja piosenki została wydana 28 września 2014 roku jako czwarty singiel z nadchodzącego czwartego albumu studyjnego Fresh. Utwór również znalazł się na liście utworów Halcyon Days.

## Wyniki komercyjne
Po wydaniu Halcyon Days w sierpniu 2013, album przeniósł się z pozycji 26. do 3. w skali sprzedaży z zakupionych przez słuchaczy 15 883 kopii, osiągając najwyższe miejsce na liście od debiutu. 5 stycznia 2014, podczas swojego 65. tygodnia na liście, Halcyon przeskoczył z miejsca 6. na pozycję pierwszą notowania UK Albums Chart ze 37 507 sprzedanych kopii, stając się tym samym drugim albumem numer jeden Goulding w Wielkiej Brytanii. Spędził drugi tydzień z rzędu na pierwszym miejscu, sprzedając 26 456 kopii. W następnym tygodniu, album został sprzedany w 24 831 kopii i tym samym spadł na pozycję 2. notowania, przed powrotem na pierwsze miejsce po raz trzeci z rzędu ze sprzedażą 20 928 egzemplarzy. W Irlandii sprzedaż Halcyon Days spowodowała, że album zajął siódme miejsce na irlandzkiej liście przebojów w tygodniu kończącym się 29 sierpnia 2013, przed ponownym wzrostem do czwartego miejsca 19 grudnia. Album ostatecznie znalazł się na szczycie irlandzkiej listy albumów w tygodniu kończącym się 2 stycznia 2014 r., Ponad rok po pierwotnym wydaniu i ponad cztery miesiące po ponownym wydaniu.

## Lista utworów

### Wydanie standardowe
| Halcyon Days – Wielka Brytania i Australia | Halcyon Days – Wielka Brytania i Australia                                | Halcyon Days – Wielka Brytania i Australia                                   | Halcyon Days – Wielka Brytania i Australia | Halcyon Days – Wielka Brytania i Australia |
| Nr                                         | Tytuł utworu                                                              | Tekst                                                                        | Produkcja                                  | Długość                                    |
| ------------------------------------------ | ------------------------------------------------------------------------- | ---------------------------------------------------------------------------- | ------------------------------------------ | ------------------------------------------ |
| 1.                                         | „Don't Say a Word”                                                        | Ellie Goulding · Jim Eliot                                                   | Ellie Goulding · Jim Eliot                 | 4:07                                       |
| 2.                                         | „My Blood”                                                                | Moore · Ellie Goulding · Jim Eliot · Mima Stilwell                           | Ellie Goulding · Jim Eliot                 | 3:54                                       |
| 3.                                         | „Anything Could Happen”                                                   | Ellie Goulding · Jim Eliot                                                   | Ellie Goulding · Jim Eliot                 | 4:47                                       |
| 4.                                         | „Only You”                                                                | Ellie Goulding · Jim Eliot                                                   | Ellie Goulding · Jim Eliot                 | 3:51                                       |
| 5.                                         | „Halcyon”                                                                 | Ellie Goulding · Jim Eliot                                                   | Ellie Goulding · Jim Eliot                 | 3:25                                       |
| 6.                                         | „Figure 8”                                                                | Ellie Goulding · Jonny Lattimer                                              | Monsta · Mike Spencer · Jonny Lattimer     | 4:08                                       |
| 7.                                         | „Joy”                                                                     | Ellie Goulding · Jim Eliot                                                   | Ellie Goulding · Jim Eliot                 | 3:14                                       |
| 8.                                         | „Hanging On”                                                              | Patrick James Grossi · Ariel Rechtshaid                                      | Billboard                                  | 3:22                                       |
| 9.                                         | „Explosions”                                                              | Ellie Goulding · John Fortis                                                 | John Fortis                                | 4:03                                       |
| 10.                                        | „I Know You Care”                                                         | Ellie Goulding · Justin Parker                                               | Justin Parker                              | 3:26                                       |
| 11.                                        | „Atlantis”                                                                | Ellie Goulding · Jim Eliot                                                   | Ellie Goulding · Jim Eliot                 | 3:53                                       |
| 12.                                        | „Dead in the Water”                                                       | Ellie Goulding · Fin Dow-Smith                                               | Starsmith                                  | 4:44                                       |
| 13.                                        | „I Need Your Love (Calvin Harris featuring Ellie Goulding) (bonus track)” | Calvin Harris · Ellie Goulding                                               | Calvin Harris                              | 3:58                                       |
| 14.                                        | „Burn”                                                                    | Ryan Tedder · Ellie Goulding · Greg Kurstin · Noel Zancanella · Brent Kutzle | Ryan Tedder · Greg Kurstin                 | 3:51                                       |
| 15.                                        | „Goodness Gracious”                                                       | Greg Kurstin · Ellie Goulding · Nate Ruess                                   | Joe Kearns · Greg Kurstin                  | 3:46                                       |
| 16.                                        | „You My Everything”                                                       | Ellie Goulding · Eg White                                                    | Robbie Lamond · Eg White · Sigma           | 3:29                                       |
| 17.                                        | „Hearts Without Chains”                                                   | Ellie Goulding · Fraser T Smith                                              | Fraser T Smith                             | 3:45                                       |
| 18.                                        | „Stay Awake (feat. Madeon)”                                               | Hugo Leclercq · Ellie Goulding                                               | Madeon                                     | 3:26                                       |
| 19.                                        | „Under Control”                                                           | Ellie Goulding · Oliver Goldstein · Cory Nitta · Bonnie McKee                | Oligee · Cory Enemy                        | 4:06                                       |
| 20.                                        | „Flashlight (feat. DJ Fresh)”                                             | Dan Stein · The Invisible Men · Ellie Goulding                               | DJ Fresh                                   | 3:33                                       |
| 21.                                        | „How Long Will I Love You (bonus track)”                                  | Mike Scott                                                                   | John Fortis                                | 3:58                                       |
|                                            |                                                                           |                                                                              |                                            | 1:20:46                                    |

| Halcyon Days – Międzynarodowa wersja standardowa zawiera pierwsze trzynaście utworów plus poniższe | Halcyon Days – Międzynarodowa wersja standardowa zawiera pierwsze trzynaście utworów plus poniższe | Halcyon Days – Międzynarodowa wersja standardowa zawiera pierwsze trzynaście utworów plus poniższe | Halcyon Days – Międzynarodowa wersja standardowa zawiera pierwsze trzynaście utworów plus poniższe | Halcyon Days – Międzynarodowa wersja standardowa zawiera pierwsze trzynaście utworów plus poniższe |
| Nr                                                                                                 | Tytuł utworu                                                                                       | Autorzy                                                                                            | Produkcja                                                                                          | Długość                                                                                            |
| -------------------------------------------------------------------------------------------------- | -------------------------------------------------------------------------------------------------- | -------------------------------------------------------------------------------------------------- | -------------------------------------------------------------------------------------------------- | -------------------------------------------------------------------------------------------------- |
| 1.                                                                                                 | „Lights”                                                                                           | Ellie Goulding · Richard Stannard                                                                  | Richard Stannard · Ash Howes                                                                       | 4:05                                                                                               |
| 2.                                                                                                 | „I Need Your Love (Calvin Harris featuring Ellie Goulding) (bonus track)”                          | Calvin Harris · Ellie Goulding                                                                     | Calvin Harris                                                                                      | 3:58                                                                                               |
| 3.                                                                                                 | „Burn”                                                                                             | Ryan Tedder · Ellie Goulding · Greg Kurstin · Noel Zancanella · Brent Kutzle                       | Ryan Tedder · Greg Kurstin                                                                         | 3:51                                                                                               |
| 4.                                                                                                 | „Goodness Gracious”                                                                                | Greg Kurstin · Ellie Goulding · Nate Ruess                                                         | Joe Kearns · Greg Kurstin                                                                          | 3:46                                                                                               |
| 5.                                                                                                 | „You My Everything”                                                                                | Ellie Goulding · Eg White                                                                          | Robbie Lamond · Eg White · Sigma                                                                   | 3:29                                                                                               |
| 6.                                                                                                 | „Hearts Without Chains”                                                                            | Ellie Goulding · Fraser T Smith                                                                    | Fraser T Smith                                                                                     | 3:45                                                                                               |
| 7.                                                                                                 | „Stay Awake (feat. Madeon)”                                                                        | Hugo Leclercq · Ellie Goulding                                                                     | Madeon                                                                                             | 3:26                                                                                               |
| 8.                                                                                                 | „Under Control”                                                                                    | Ellie Goulding · Oliver Goldstein · Cory Nitta · Bonnie McKee                                      | Oligee · Cory Enemy                                                                                | 4:06                                                                                               |
| 9.                                                                                                 | „Flashlight (feat. DJ Fresh)”                                                                      | Dan Stein · The Invisible Men · Ellie Goulding                                                     | DJ Fresh                                                                                           | 3:33                                                                                               |
| 10.                                                                                                | „How Long Will I Love You (bonus track)”                                                           | Mike Scott                                                                                         | John Fortis                                                                                        | 3:58                                                                                               |
| | | | | 37:57                                                                                              |

### Wydanie deluxe
| Halcyon Days – Wielka Brytania i Australia – płyta 1 | Halcyon Days – Wielka Brytania i Australia – płyta 1                      | Halcyon Days – Wielka Brytania i Australia – płyta 1 | Halcyon Days – Wielka Brytania i Australia – płyta 1 | Halcyon Days – Wielka Brytania i Australia – płyta 1 |
| Nr                                                   | Tytuł utworu                                                              | Tekst                                                | Produkcja                                            | Długość                                              |
| ---------------------------------------------------- | ------------------------------------------------------------------------- | ---------------------------------------------------- | ---------------------------------------------------- | ---------------------------------------------------- |
| 1.                                                   | „Don't Say a Word”                                                        | Ellie Goulding · Jim Eliot                           | Ellie Goulding · Jim Eliot                           | 4:07                                                 |
| 2.                                                   | „My Blood”                                                                | Moore · Ellie Goulding · Jim Eliot · Mima Stilwell   | Ellie Goulding · Jim Eliot                           | 3:54                                                 |
| 3.                                                   | „Anything Could Happen”                                                   | Ellie Goulding · Jim Eliot                           | Ellie Goulding · Jim Eliot                           | 4:47                                                 |
| 4.                                                   | „Only You”                                                                | Ellie Goulding · Jim Eliot                           | Ellie Goulding · Jim Eliot                           | 3:51                                                 |
| 5.                                                   | „Halcyon”                                                                 | Ellie Goulding · Jim Eliot                           | Ellie Goulding · Jim Eliot                           | 3:25                                                 |
| 6.                                                   | „Figure 8”                                                                | Ellie Goulding · Jonny Lattimer                      | Monsta · Mike Spencer · Jonny Lattimer               | 4:08                                                 |
| 7.                                                   | „Joy”                                                                     | Ellie Goulding · Jim Eliot                           | Ellie Goulding · Jim Eliot                           | 3:14                                                 |
| 8.                                                   | „Hanging On”                                                              | Patrick James Grossi · Ariel Rechtshaid              | Billboard                                            | 3:22                                                 |
| 9.                                                   | „Explosions”                                                              | Ellie Goulding · John Fortis                         | John Fortis                                          | 4:03                                                 |
| 10.                                                  | „I Know You Care”                                                         | Ellie Goulding · Justin Parker                       | Justin Parker                                        | 3:26                                                 |
| 11.                                                  | „Atlantis”                                                                | Ellie Goulding · Jim Eliot                           | Ellie Goulding · Jim Eliot                           | 3:53                                                 |
| 12.                                                  | „Dead in the Water”                                                       | Ellie Goulding · Fin Dow-Smith                       | Starsmith                                            | 4:44                                                 |
| 13.                                                  | „I Need Your Love (Calvin Harris featuring Ellie Goulding) (bonus track)” | Calvin Harris · Ellie Goulding                       | Calvin Harris                                        | 3:58                                                 |
| 14.                                                  | „Ritual”                                                                  | Ellie Goulding · Richard Stannard · Ash Howes        | Monsta · Richard Stannard · Ash Howes                | 3:50                                                 |
| 15.                                                  | „In My City”                                                              | Ellie Goulding · Mathieu Jomphe                      | Billboard                                            | 3:20                                                 |
| 16.                                                  | „Without Your Love”                                                       | Ellie Goulding · Fin Dow-Smith                       | Starsmith                                            | 4:19                                                 |
| 17.                                                  | „Hanging On (feat. Tinie Tempah)”                                         | Patrick James Grossi · Ariel Rechtshaid · Okogwu     | Billboard                                            | 3:14                                                 |
|                                                      |                                                                           |                                                      |                                                      | 1:05:35                                              |

| Halcyon Days – Międzynarodowa wersja deluxe – płyta 1 zawiera listę utworów wersji deluxe z płyty 1 plus poniższe | Halcyon Days – Międzynarodowa wersja deluxe – płyta 1 zawiera listę utworów wersji deluxe z płyty 1 plus poniższe | Halcyon Days – Międzynarodowa wersja deluxe – płyta 1 zawiera listę utworów wersji deluxe z płyty 1 plus poniższe | Halcyon Days – Międzynarodowa wersja deluxe – płyta 1 zawiera listę utworów wersji deluxe z płyty 1 plus poniższe | Halcyon Days – Międzynarodowa wersja deluxe – płyta 1 zawiera listę utworów wersji deluxe z płyty 1 plus poniższe |
| Nr | Tytuł utworu | Autorzy | Produkcja | Długość |
| --- | --- | --- | --- | --- |
| 1. | „Lights” | Ellie Goulding · Richard Stannard                                                                                 | Richard Stannard · Ash Howes                                                                                      | 4:05 |
| | | | | 4:05 |

| Halcyon Days – Wersja deluxe – płyta 2 | Halcyon Days – Wersja deluxe – płyta 2   | Halcyon Days – Wersja deluxe – płyta 2                                           | Halcyon Days – Wersja deluxe – płyta 2 | Halcyon Days – Wersja deluxe – płyta 2 |
| Nr                                     | Tytuł utworu                             | Tekst                                                                            | Produkcja                              | Długość                                |
| -------------------------------------- | ---------------------------------------- | -------------------------------------------------------------------------------- | -------------------------------------- | -------------------------------------- |
| 1.                                     | „Burn”                                   | Ryan Tedder · Ellie Goulding · Greg Kurstin · Noel Zancanella · Brent Kutzle     | Ryan Tedder · Greg Kurstin             | 3:51                                   |
| 2.                                     | „Goodness Gracious”                      | Greg Kurstin · Ellie Goulding · Nate Ruess                                       | Joe Kearns · Greg Kurstin              | 3:46                                   |
| 3.                                     | „You My Everything”                      | Ellie Goulding · Eg White                                                        | Robbie Lamond · Eg White · Sigma       | 3:29                                   |
| 4.                                     | „Hearts Without Chains”                  | Ellie Goulding · Fraser T Smith                                                  | Fraser T Smith                         | 3:45                                   |
| 5.                                     | „Stay Awake (feat. Madeon)”              | Hugo Leclercq · Ellie Goulding                                                   | Madeon                                 | 3:26                                   |
| 6.                                     | „Under Control”                          | Ellie Goulding · Oliver Goldstein · Cory Nitta · Bonnie McKee                    | Oligee · Cory Enemy                    | 4:06                                   |
| 7.                                     | „Flashlight (feat. DJ Fresh)”            | Dan Stein · The Invisible Men · Ellie Goulding                                   | DJ Fresh                               | 3:33                                   |
| 8.                                     | „How Long Will I Love You (bonus track)” | Mike Scott                                                                       | John Fortis                            | 3:58                                   |
| 9.                                     | „Tessellate”                             | Joe Newman · Gus Unger-Hamilton · Gwilym Sainsbury · Thom Green · Charlie Andrew | Xaphoon Jones · Noah Breakfast         | 3:56                                   |
| 10.                                    | „Midas Touch feat. Burns”                | Boaz Watson · June Watson                                                        | Burns                                  | 3:45                                   |
|                                        |                                          |                                                                                  |                                        | 37:35                                  |

| Halcyon Days – iTunes Store deluxe edition (bonus videos) zawiera utwory z obu płyt wersji deluxe plus poniższe teledyski | Halcyon Days – iTunes Store deluxe edition (bonus videos) zawiera utwory z obu płyt wersji deluxe plus poniższe teledyski | Halcyon Days – iTunes Store deluxe edition (bonus videos) zawiera utwory z obu płyt wersji deluxe plus poniższe teledyski | Halcyon Days – iTunes Store deluxe edition (bonus videos) zawiera utwory z obu płyt wersji deluxe plus poniższe teledyski |
| Nr | Tytuł utworu | Reżyseria | Długość |
| --- | --- | --- | --- |
| 1. | „Hanging On (teledysk)”                                                                                                   | Ben Newbury | 4:15 |
| 2. | „Anything Could Happen (teledysk)”                                                                                        | Floria Sigismondi | 4:17 |
| 3. | „Figure 8 (teledysk)” | W.I.Z. | 4:03 |
| 4. | „Explosions (teledysk)”                                                                                                   | Yuliya Miroshnikova | 4:00 |
| 5. | „Burn (teledysk)” | Mike Sharpe | 3:58 |
| 6. | „Tessellate (teledysk)”                                                                                                   | Ben Newbury | 4:02 |
| | | | 24:35 |

| Halcyon Days – Wydanie iTunes Store w Ameryce Północnej zawiera utwory z obu płyt wersji deluxe plus poniższe | Halcyon Days – Wydanie iTunes Store w Ameryce Północnej zawiera utwory z obu płyt wersji deluxe plus poniższe | Halcyon Days – Wydanie iTunes Store w Ameryce Północnej zawiera utwory z obu płyt wersji deluxe plus poniższe | Halcyon Days – Wydanie iTunes Store w Ameryce Północnej zawiera utwory z obu płyt wersji deluxe plus poniższe | Halcyon Days – Wydanie iTunes Store w Ameryce Północnej zawiera utwory z obu płyt wersji deluxe plus poniższe |
| Nr | Tytuł utworu                                                                                                  | Autorzy | Produkcja | Długość |
| --- | --- | --- | --- | --- |
| 1. | „Anything Could Happen (Blood Diamonds Remix)”                                                                | Ellie Goulding · Jim Eliot                                                                                    | Ellie Goulding · Jim Eliot · Blood Diamonds                                                                   | 4:58 |
| | | | | 4:58 |

### Wydanie z 2014 roku
| Halcyon Days – Wydanie ponowne cyfrowe z 2014 roku zawiera pierwsze dwanaście utworów Halcyon Days oraz poniższe | Halcyon Days – Wydanie ponowne cyfrowe z 2014 roku zawiera pierwsze dwanaście utworów Halcyon Days oraz poniższe | Halcyon Days – Wydanie ponowne cyfrowe z 2014 roku zawiera pierwsze dwanaście utworów Halcyon Days oraz poniższe | Halcyon Days – Wydanie ponowne cyfrowe z 2014 roku zawiera pierwsze dwanaście utworów Halcyon Days oraz poniższe | Halcyon Days – Wydanie ponowne cyfrowe z 2014 roku zawiera pierwsze dwanaście utworów Halcyon Days oraz poniższe |
| Nr | Tytuł utworu | Autorzy | Produkcja | Długość |
| --- | --- | --- | --- | --- |
| 1. | „Beating Heart”                                                                                                  | Ellie Goulding · Joe Janiak                                                                                      | Greg Kurstin | 3:32 |
| 2. | „Lights” | Ellie Goulding, Richard Stannard                                                                                 | Richard Stannard, Ash Howes                                                                                      | 4:05 |
| 3. | „Burn” | Ryan Tedder · Ellie Goulding · Greg Kurstin · Noel Zancanella · Brent Kutzle                                     | Ryan Tedder · Greg Kurstin                                                                                       | 3:51 |
| 4. | „Goodness Gracious”                                                                                              | Greg Kurstin · Ellie Goulding · Nate Ruess                                                                       | Joe Kearns · Greg Kurstin                                                                                        | 3:46 |
| 5. | „You My Everything”                                                                                              | Ellie Goulding · Eg White                                                                                        | Robbie Lamond · Eg White · Sigma                                                                                 | 3:29 |
| 6. | „Hearts Without Chains”                                                                                          | Ellie Goulding · Fraser T Smith                                                                                  | Fraser T Smith                                                                                                   | 3:45 |
| 7. | „Stay Awake (feat. Madeon)”                                                                                      | Hugo Leclercq · Ellie Goulding                                                                                   | Madeon | 3:26 |
| 8. | „Under Control”                                                                                                  | Ellie Goulding · Oliver Goldstein · Cory Nitta · Bonnie McKee                                                    | Oligee · Cory Enemy                                                                                              | 4:06 |
| 9. | „How Long Will I Love You (bonus track)”                                                                         | Mike Scott | John Fortis | 3:58 |
| 10. | „Tessellate” | Joe Newman · Gus Unger-Hamilton · Gwilym Sainsbury · Thom Green · Charlie Andrew                                 | Xaphoon Jones · Noah Breakfast                                                                                   | 3:56 |
| | | | | 37:54 |

| Halcyon Days – Wydanie ponowne fizyczne z 2014 roku zawiera pierwsze cztery utwory Halcyon Days oraz poniższe | Halcyon Days – Wydanie ponowne fizyczne z 2014 roku zawiera pierwsze cztery utwory Halcyon Days oraz poniższe | Halcyon Days – Wydanie ponowne fizyczne z 2014 roku zawiera pierwsze cztery utwory Halcyon Days oraz poniższe | Halcyon Days – Wydanie ponowne fizyczne z 2014 roku zawiera pierwsze cztery utwory Halcyon Days oraz poniższe | Halcyon Days – Wydanie ponowne fizyczne z 2014 roku zawiera pierwsze cztery utwory Halcyon Days oraz poniższe |
| Nr | Tytuł utworu                                                                                                  | Autorzy | Produkcja | Długość |
| --- | --- | --- | --- | --- |
| 1. | „Figure 8” | Ellie Goulding · Jonny Lattimer                                                                               | Monsta · Mike Spencer · Jonny Lattimer                                                                        | 4:08 |
| 2. | „Joy” | Ellie Goulding · Jim Eliot                                                                                    | Ellie Goulding · Jim Eliot                                                                                    | 3:14 |
| 3. | „Hanging On”                                                                                                  | Patrick James Grossi · Ariel Rechtshaid                                                                       | Billboard | 3:22 |
| 4. | „Explosions”                                                                                                  | Ellie Goulding · John Fortis                                                                                  | John Fortis                                                                                                   | 4:03 |
| 5. | „I Know You Care”                                                                                             | Ellie Goulding · Justin Parker                                                                                | Justin Parker                                                                                                 | 3:26 |
| 6. | „Dead in the Water”                                                                                           | Ellie Goulding · Fin Dow-Smith                                                                                | Starsmith | 4:44 |
| 7. | „Lights” | Ellie Goulding, Richard Stannard                                                                              | Richard Stannard, Ash Howes                                                                                   | 4:05 |
| 8. | „Beating Heart”                                                                                               | Ellie Goulding · Joe Janiak                                                                                   | Greg Kurstin                                                                                                  | 3:32 |
| 9. | „I Need Your Love (Calvin Harris featuring Ellie Goulding) (bonus track)”                                     | Calvin Harris · Ellie Goulding                                                                                | Calvin Harris                                                                                                 | 3:58 |
| 10. | „Burn” | Ryan Tedder · Ellie Goulding · Greg Kurstin · Noel Zancanella · Brent Kutzle                                  | Ryan Tedder · Greg Kurstin                                                                                    | 3:51 |
| 11. | „Goodness Gracious”                                                                                           | Greg Kurstin · Ellie Goulding · Nate Ruess                                                                    | Joe Kearns · Greg Kurstin                                                                                     | 3:46 |
| 12. | „You My Everything”                                                                                           | Ellie Goulding · Eg White                                                                                     | Robbie Lamond · Eg White · Sigma                                                                              | 3:29 |
| 13. | „Hearts Without Chains”                                                                                       | Ellie Goulding · Fraser T Smith                                                                               | Fraser T Smith                                                                                                | 3:45 |
| 14. | „Stay Awake (feat. Madeon)”                                                                                   | Hugo Leclercq · Ellie Goulding                                                                                | Madeon | 3:26 |
| 15. | „Under Control”                                                                                               | Ellie Goulding · Oliver Goldstein · Cory Nitta · Bonnie McKee                                                 | Oligee · Cory Enemy                                                                                           | 4:06 |
| 16. | „Flashlight (feat. DJ Fresh)”                                                                                 | Dan Stein · The Invisible Men · Ellie Goulding                                                                | DJ Fresh | 3:33 |
| 17. | „How Long Will I Love You (bonus track)”                                                                      | Mike Scott | John Fortis                                                                                                   | 3:58 |
| | | | | 1:04:26 |

| Halcyon Days – 2014 Special Asia tour edition (bonus DVD) zawiera utwory ze standardowej wersji albumu plus poniższe teledyski | Halcyon Days – 2014 Special Asia tour edition (bonus DVD) zawiera utwory ze standardowej wersji albumu plus poniższe teledyski | Halcyon Days – 2014 Special Asia tour edition (bonus DVD) zawiera utwory ze standardowej wersji albumu plus poniższe teledyski | Halcyon Days – 2014 Special Asia tour edition (bonus DVD) zawiera utwory ze standardowej wersji albumu plus poniższe teledyski |
| Nr | Tytuł utworu | Reżyseria | Długość |
| --- | --- | --- | --- |
| 1. | „Burn” | Mike Sharpe | 3:58 |
| 2. | „Anything Could Happen” | Floria Sigismondi | 4:17 |
| 3. | „Explosions” | Yuliya Miroshnikova | 4:00 |
| 4. | „Figure 8” | W.I.Z. | 4:03 |
| 5. | „Lights” | Sophie Muller | 3:40 |
| 6. | „Goodness Gracious” | Kinga Burza | 3:21 |
| | | | 23:19 |

## Pozycje na listach
| Lista (2013–2014)                   | Najwyższa pozycja |
| ----------------------------------- | ----------------- |
| Australia (ARIA)                    | 4                 |
| Austria (Ö3 Austria)                | 23                |
| Chorwacja (HDU)                     | 21                |
| Finlandia (Suomen virallinen lista) | 30                |
| Włochy (FIMI)                       | 74                |
| Japonia (Oricon)                    | 260               |
| Nowa Zelandia (RMNZ)                | 1                 |
| Polska (ZPAV)                       | 35                |
| Szwecja (Sverigetopplistan)         | 22                |

| Lista (2013)                      | Pozycja |
| --------------------------------- | ------- |
| Nowa Zelandia (Recorded Music NZ) | 25      |
| Lista (2014)                      | Pozycja |
| Nowa Zelandia (Recorded Music NZ) | 24      |
| Szwecja (Sverigetopplistan)       | 71      |

## Historia wydania
| Region          | Data                | Wersja            | Wytwórnia  | Ref.          |
| --------------- | ------------------- | ----------------- | ---------- | ------------- |
| Australia       | 23 sierpnia 2013    | Standard · deluxe | Universal  | [ 41 ] [ 70 ] |
| Niemcy          | 23 sierpnia 2013    | Standard · deluxe | Universal  | [ 71 ] [ 72 ] |
| Holandia        | 23 sierpnia 2013    | Standard · deluxe | Universal  | [ 73 ] [ 74 ] |
| Szwecja         | 26 sierpnia 2013    | Standard · deluxe | Universal  | [ 75 ] [ 76 ] |
| Wielka Brytania | 26 sierpnia 2013    | Standard · deluxe | Polydor    | [ 77 ] [ 78 ] |
| Polska          | 27 sierpnia 2013    | Standard · deluxe | Universal  | [ 79 ] [ 80 ] |
| Kanada          | 27 sierpnia 2013    | Deluxe            | Universal  | [ 81 ]        |
| USA             | 27 sierpnia 2013    | Deluxe            | Interscope | [ 82 ]        |
| Włochy          | 1 października 2013 | Standard          | Universal  | [ 83 ]        |
| Francja         | 9 grudnia 2013      | Standard          | Universal  | [ 43 ]        |
| Francja         | 10 marca 2014       | Ponowne wydanie   | Universal  | [ 43 ]        |
| Niemcy          | 23 Maja 2014        | Ponowne wydanie   | Universal  | [ 84 ]        |
| Polska          | 3 czerwca 2014      | Ponowne wydanie   | Universal  | [ 85 ]        |
| Japonia         | 2 lipca 2014        | Standard          | Universal  | [ 86 ]        |

## Certyfikaty
| Kraj                 | Certyfikat | Sprzedaż |
| -------------------- | ---------- | -------- |
| Dania (IFPI Denmark) | Złoto      | 10,000   |
| Meksyk (AMPROFON)    | Platyna    | 60,000   |

## Personel

### Muzyczny
Źródło:

- Ellie Goulding – wokale, kierownictwo
- Richard Andrews – projekt
- Beatriz Artola – inżynieria (utwór 4)
- Ben Baptie – asystent miksowania (utwór 6)
- Burns – miks, produkcja (ścieżka 10)
- Nick Cornu – gitara (ścieżka 8)
- Dahi Divine – saksofon (ścieżka 9)
- Tom Elmhirst – miks (ścieżka 6)
- Cory Enemy – produkcja (utwór 6)
- John Fortis – bas, instrumenty klawiszowe, produkcja (ścieżka 8)
- Matti Free – gitara (utwór 9)
- DJ Fresh – masterink, miks, produkcja (ścieżka 7)
- Serban Ghenea – miks (utwory 1, 2)
- Cassandra Gracey – kierownictwo artystyczne
- John Hanes – inżynieria mieszana (utwory 1, 2)
- Rob Katz – inżynieria wokalna (utwór 1)
- Richard Kayvan – inżynieria, miks (ścieżka 8)
- Joe Kearns – inżynieria wokalna, produkcja wokalna (utwór 2), inżynieria (utwór 8)
- Chris Ketley – fortepian (utwór 8)
- Ashley Krajewski – inżynieria, perkusja (utwór 8)
- Greg Kurstin – inżynieria, gitara, produkcja (utwór 1); inżynieria, instrumenty klawiszowe, programowanie (ścieżki 1, 2); produkcja wokalna (utwór 2)
- Robbie Lamond – perkusja, gitara, organy, fortepian, produkcja, programowanie, smyczki (utwór 8)
- Rachael Lander – wiolonczela (utwór 8)
- Hugo Leclercq – aranżacja, mastering, miks, produkcja, programowanie (utwór 5)
- Jamie Lillywhite – A&R
- Kirsty Mangan – altówka, skrzypce (utwór 8)
- Naweed – mastering (utwory 1–4, 6, 8–10)
- Oligee – produkcja (utwór 6)
- Robert Orton – miks (utwór 3)
- Alex Pasco – dodatkowa inżynieria (utwór 2)
- Simon Procter – zdjęcia
- Nate Ruess – chórki (utwór 2)
- Ryan Schwabe – miks (utwór 9)
- Jesse Shatkin – inżynieria (ścieżka 1); dodatkowe prace inżynieryjne (ścieżka 2)
- Sigma – dodatkowa produkcja (utwór 3)
- Fraser T Smith – gitara basowa, programowanie perkusji, instrumenty klawiszowe, miksowanie, produkcja, programowanie (ścieżka 4)
- Ryan Tedder – produkcja wokalna (utwór 1)
- Sean Walsh – dodatkowa inżynieria(utwór 6)
- Eg White – produkcja wokalna (utwór 3)
- Xaphoon Jones – miks, produkcja (utwór 9)